# Мишавока (Индијана)
Мишавока (енгл. Mishawaka) град је у америчкој савезној држави Индијана.

## Демографија
По попису из 2010. године број становника је 48.252, што је 1.695 (3,6%) становника више него 2000. године.
| Група             | 2000.          | 2010.          |
| Белци             | 41.979 (90,2%) | 40.430 (83,8%) |
| Афроамериканци    | 1.659 (3,6%)   | 3.326 (6,9%)   |
| Азијати           | 649 (1,4%)     | 937 (1,9%)     |
| Хиспаноамериканци | 1.297 (2,8%)   | 2.175 (4,5%)   |
| Укупно            | 46.557         | 48.252         |